# Dong Hyun Ma
Kim Dong-hyun (koreanska: 김동현, 金東炫), anglifierat till Dong Hyun Kim, född 9 september 1988, också känd som "The Maestro", är en sydkoreansk MMA-utövare som sedan 2015 tävlar i Ultimate Fighting Championship. 
Vid årsskiftet 2018/2019 började han använda artistnamnet Dong Hyun Ma (koreanska: 마동현) Ma Dong-hyun, "Ma" som i "Maestro", för att inte blandas samman med sin inom UFC mer meriterade landsman Dong Hyun "Stun Gun" Kim.

## MMA-karriär

### Tidig karriär
Ma påbörjade sin professionella karriär mars 2007 och under de kommande åtta åren pendlade han mellan Japan och hemlandet och tävlade för ett antal olika promotorer. Under dessa år byggde han upp ett tävlingsfacit om 13-6-3: 13 vinster, 6 förluster, 3 oavgjorda.

### UFC
Ma debuterade inom UFC när han ersatte Hyun Gyu Lim som motståndare mot Dominique Steele vid UFC Fight Night: Henderson vs. Masvidal 28 november 2015. Ma förlorade matchen via KO i tredje ronden.
Ma mötte Scott Holtzman 3 augusti 2019 vid UFC on ESPN: Covington vs. Lawler. Vid invägningen visade Mas våg på 71,66 kg (158 lbs), dryga ett och ett halvt kilo över lättviktsgränsen på 70 kg (156 lbs). Han bötfälldes genom att 20 % av hans ersättning (hans purse) gavs till motståndaren Holtzman och matchen klassades om till en catchviktmatch.
Bara dryga tre månader senare vid UFC Busan var Ma tillbaka i oktagonen och mötte venezuelanen Omar Antonio Morales Ferrer. Ma förlorade matchen via enhälligt domslut.